# Kremlin Cup 2018 - Qualificazioni singolare maschile
Le qualificazioni del singolare maschile della Kremlin Cup 2018 sono state un torneo di tennis preliminare per accedere alla fase finale della manifestazione. I vincitori dell'ultimo turno sono entrati di diritto nel tabellone principale. In caso di ritiro di uno o più giocatori aventi diritto a questi sono subentrati i lucky loser, ossia i giocatori che hanno perso nell'ultimo turno ma che avevano una classifica più alta rispetto agli altri partecipanti che avevano comunque perso nel turno finale.

## Teste di serie
1. Ričardas Berankis (ultimo turno, lucky loser)
2. Lukáš Rosol (qualificato)
3. Nikola Milojević (primo turno)
4. Aleksej Vatutin (primo turno)

1. Daniel Brands (primo turno)
2. Uladzimir Ihnacik (primo turno)
3. Rudolf Molleker (primo turno)
4. Viktor Galović (primo turno)

## Qualificati
1. Aleksandr Bublik
2. Lukáš Rosol

1. Filip Horanský
2. Jahor Herasimaŭ

### Lucky loser
1. Ričardas Berankis

## Tabellone

### Legenda
| - Q = Qualificato - WC = Wild card - LL = Lucky loser | - ALT = Alternate - SE = Special Exempt - PR = Protected Ranking | - w/o = Walkover - r = Ritirato - d = Squalificato |

### Sezione 1
|  | Primo turno | Primo turno       | Primo turno      | Primo turno | Primo turno |  |  | Ultimo turno | Ultimo turno      | Ultimo turno      | Ultimo turno | Ultimo turno |  |
|  |             |                   |                  |             |             |  |  |              |                   |                   |              |              |  |
|  | 1           | Ričardas Berankis | 6                | 4           | 7           |  |  |              |                   |                   |              |              |  |
|  |             | Blaž Kavčič       | 4                | 6           | 5           |  |  | 1            | Ričardas Berankis | Ričardas Berankis | 4            | 65           |  |
|  |             | Aleksandr Bublik  | Aleksandr Bublik | 6           | 6           |  |  |              | Aleksandr Bublik  | Aleksandr Bublik  | 6            | 7            |  |
|  | 7           | Rudolf Molleker   | Rudolf Molleker  | 2           | 2           |  |  |              |                   |                   |              |              |  |

### Sezione 2
|  | Primo turno | Primo turno       | Primo turno | Primo turno | Primo turno |  |  | Ultimo turno | Ultimo turno   | Ultimo turno | Ultimo turno | Ultimo turno |  |
|  |             |                   |             |             |             |  |  |              |                |              |              |              |  |
|  | 2           | Lukáš Rosol       | Lukáš Rosol | 6           | 6           |  |  |              |                |              |              |              |  |
|  | WC          | Ivan Gakhov       | Ivan Gakhov | 3           | 3           |  |  | 2            | Lukáš Rosol    | 6            | 2            |              |  |
|  |             | Jurij Rodionov    | 2           | 6           | 6           |  |  |              | Jurij Rodionov | 2            | 0            | r            |  |
|  | 6           | Uladzimir Ihnacik | 6           | 4           | 2           |  |  |              |                |              |              |              |  |

### Sezione 3
|  | Primo turno | Primo turno        | Primo turno        | Primo turno | Primo turno |  |  | Ultimo turno | Ultimo turno       | Ultimo turno       | Ultimo turno | Ultimo turno |  |
|  |             |                    |                    |             |             |  |  |              |                    |                    |              |              |  |
|  | 3           | Nikola Milojević   | Nikola Milojević   | 4           | 3           |  |  |              |                    |                    |              |              |  |
|  |             | Stefano Napolitano | Stefano Napolitano | 6           | 6           |  |  |              | Stefano Napolitano | Stefano Napolitano | 4            | 3            |  |
|  |             | Filip Horanský     | 68                 | 6           | 6           |  |  |              | Filip Horanský     | Filip Horanský     | 6            | 6            |  |
|  | 8           | Viktor Galović     | 7                  | 4           | 2           |  |  |              |                    |                    |              |              |  |

### Sezione 4
|  | Primo turno | Primo turno        | Primo turno     | Primo turno | Primo turno |  |  | Ultimo turno | Ultimo turno       | Ultimo turno       | Ultimo turno | Ultimo turno |  |
|  |             |                    |                 |             |             |  |  |              |                    |                    |              |              |  |
|  | 4           | Aleksej Vatutin    | Aleksej Vatutin | 5           | 2           |  |  |              |                    |                    |              |              |  |
|  | PR          | Jahor Herasimaŭ    | Jahor Herasimaŭ | 7           | 6           |  |  | PR           | Jahor Herasimaŭ    | Jahor Herasimaŭ    | 7            | 6            |  |
|  | WC          | Tejmuraz Gabašvili | 4               | 7           | 6           |  |  | WC           | Tejmuraz Gabašvili | Tejmuraz Gabašvili | 65           | 0            |  |
|  | 5           | Daniel Brands      | 6               | 63          | 3           |  |  |              |                    |                    |              |              |  |